# Kamičani
Kamičani (en serbe cyrillique : Камичани) est une localité de Bosnie-Herzégovine. Elle est située sur le territoire de la ville de Prijedor et dans la république serbe de Bosnie. Selon les premiers résultats du recensement bosnien de 2013, elle compte 3 143 habitants.

## Géographie
Le village est situé au nord-est du lac de Saničani, à la confluence de la Brusnica et de la Vrijeska ; cette dernière rivière se jette dans le Gomjenica-kanal.

## Démographie

### Évolution historique de la population dans la localité
| 1948 | 1953 | 1961  | 1971  | 1981  | 1991  | 2013  |
| ---- | ---- | ----- | ----- | ----- | ----- | ----- |
| -    | -    | 2 033 | 2 602 | 3 161 | 3 115 | 3 143 |

|  |

### Communauté locale
En 1991, la communauté locale de Kamičani comptait 4 473 habitants, répartis de la manière suivante :